# Léoville
Léoville és un municipi francès situat al departament del Charente Marítim i a la regió de la Nova Aquitània. L'any 2017 tenia 312 habitants.

## Demografia
El 2007 tenia 308 habitants. Hi havia 130 famílies i 158 habitatges dels quals 132 habitatges principals, cinc segones residències i 21 desocupats.

## Economia
El 2007 la població en edat de treballar era de 188 persones, 136 eren actives i 52 eren inactives. De les 136 persones actives 119 estaven ocupades (57 homes i 62 dones) i 17 estaven aturades (6 homes i 11 dones). De les 52 persones inactives 25 estaven jubilades, 12 estaven estudiant i 15 estaven classificades com a «altres inactius».
El 2007 hi havia una empresa alimentària, una empresa industrial, tres empreses de construcció, sis empreses de comerç i reparació d'automòbils, una empresa de transport, una empresa de serveis i tres empreses més sense definir l'activitat.
L'any 2000 hi havia 21 explotacions agrícoles que conreaven un total de 693 hectàrees.

## Equipaments sanitaris i escolars
El 2009 hi havia una escola elemental integrada dins d'un grup escolar.